# Yên Sơn (Yên Châu)
Pour les articles homonymes, voir Yên Sơn.
Yên Sơn est une commune rurale, située dans le district de Yên Châu (province de Sơn La, Viêt Nam).

## Géographie
Yên Sơn a une superficie de 45,96 km².

## Histoire
La ville a été créée en 1998.

## Politique
Le code administratif de la commune est 04087.

## Démographie
En 1999, la commune comptait 3 439 habitants.

## Sources
- (vi) Cet article est partiellement ou en totalité issu de l’article de Wikipédia en vietnamien intitulé « Yên Sơn » (voir la liste des auteurs).